# Kürbitz (Weischlitz)
Kürbitz ist ein Ortsteil der Gemeinde Weischlitz im Vogtlandkreis. Er wurde am 1. Januar 1999 eingemeindet.

## Geographie

### Lage
Kürbitz liegt im östlichen Randgebiet der Gemeinde Weischlitz, beidseitig des Flusslaufes der Weißen Elster. Östlich des Orts befindet sich das Naturschutzgebiet Burgteich. Kürbitz liegt im Westen des Vogtlandkreises und im sächsischen Teil des historischen Vogtlands. Geografisch liegt der Ort im Zentrum des Naturraums Vogtland (Mittelvogtländisches Kuppenland).

### Nachbarorte
|                 | Straßberg                                   | Thiergarten |
| Kröstau         | Kompassrose, die auf Nachbargemeinden zeigt | Meßbach     |
| Unterweischlitz | Oberweischlitz mit Rosenberg                | Taltitz     |

## Geschichte

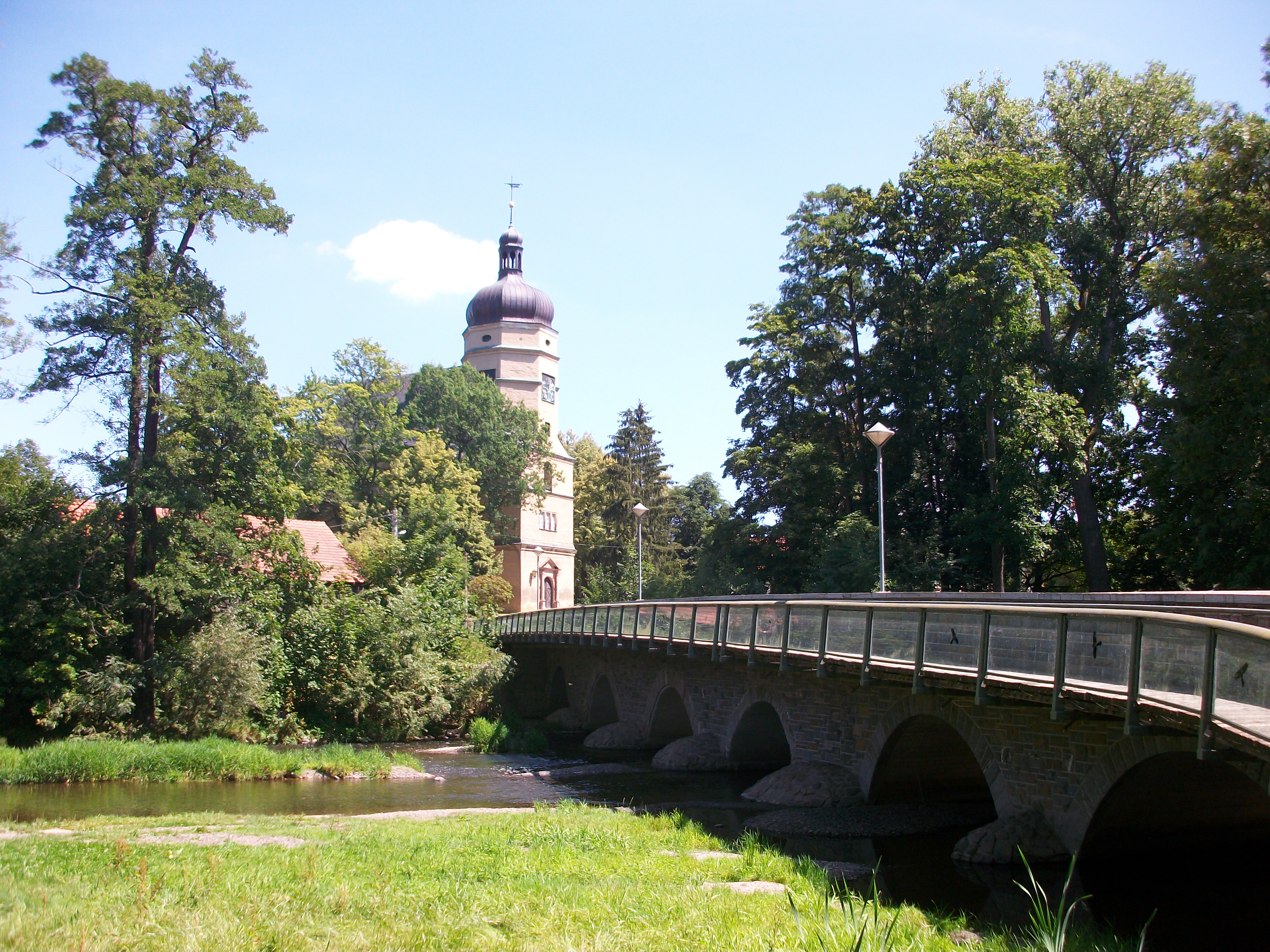
Salvatorkirche Kürbitz und Elsterbrücke

Das Platzdorf Kürbitz wurde im Jahr 1225 als „Kurbiz“ erstmals urkundlich erwähnt; -itz ist eine Ortsnamenendung mit slawischem Ursprung.
 Die erste Kirche von Kürbitz wurde bereits im Jahr 1126 genannt. Um 1294 ist ein  Henricus residens in Kurwicz erwähnt. Die Familie von Feilitzsch war seit 1296 in Kürbitz ansässig. Vermutlich hat sich zu dieser Zeit eine Burganlage im Ort befunden, die in späterer Zeit aufgegeben wurde. Diese Burganlage könnte der Vorgängerbau des heutigen Herrenhauses gewesen sein. Die Steinbogenbrücke über die Weiße Elster wurde im Jahre 1298 erbaut. Das Rittergut Kürbitz wurde im Jahr 1583 erstmals erwähnt. Bezüglich der Grundherrschaft gehörte Kürbitz bis 1856 anteilig zum Rittergut Kürbitz und als Amtsdorf zum kursächsischen bzw. königlich-sächsischen Amt Plauen. 1856 wurde der Ort dem Gerichtsamt Plauen und 1875 der Amtshauptmannschaft Plauen angegliedert. Der Haltepunkt Kürbitz wurde 1875 zusammen mit der Bahnstrecke Gera Süd–Weischlitz in Betrieb genommen, auf Plauener Seite gab es allerdings keinen Bahnsteig. Nach der Demontage des zweiten Streckengleises wurde auf dem freigewordenen Planum im Jahr 1951 ein Bahnsteig für die Bahnstrecke Plauen–Cheb eröffnet.
Im Zuge der Bodenreform in der Sowjetischen Besatzungszone ab 1945 wurde das Rittergut Kürbitz im Jahr 1945 enteignet und zunächst in ein Staatsgut umgewandelt. Zu DDR-Zeiten wurde es als Wohnhaus sowie als Schulküche und durch die Gemeindebibliothek genutzt. Nach 1990 erfolgte eine Rekonstruktion des Herrenhauses, welches seit 2012 in privatem Besitz ist. Durch die zweite Kreisreform in der DDR kam die Gemeinde Kürbitz im Jahr 1952 zum Kreis Plauen-Land im Bezirk Chemnitz (1953 in Bezirk Karl-Marx-Stadt umbenannt), der seit 1990 als sächsischer Landkreis Plauen fortgeführt wurde und 1996 im Vogtlandkreis aufging.
Am 1. Januar 1999 wurde Kürbitz nach Weischlitz eingemeindet.

## Kultur und Sehenswürdigkeiten

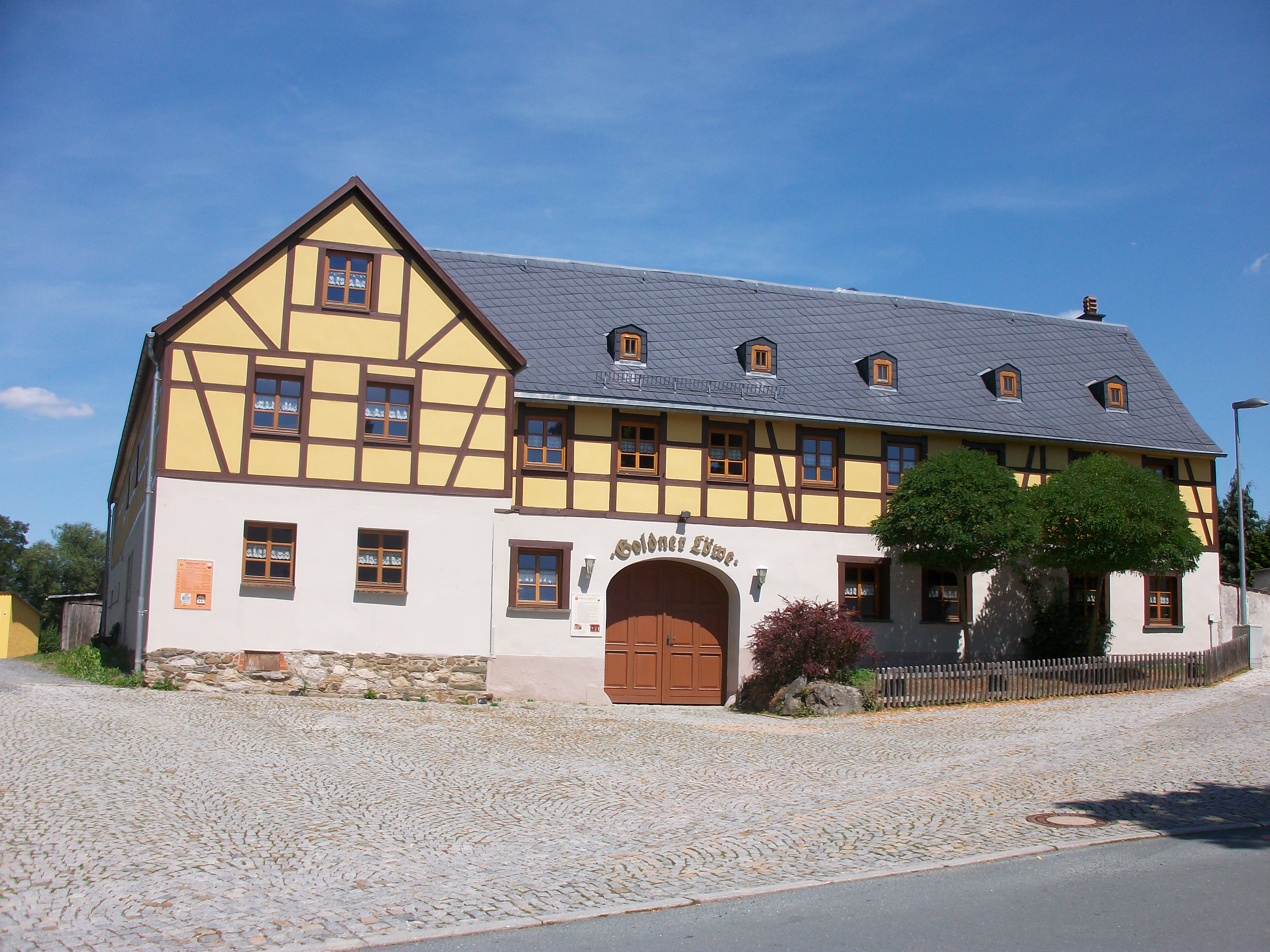
Kürbitz, Vereinshaus Goldener Löwe (Hillersches Gut)

In der Mitte des Ortes verbindet eine alte Bogenbrücke seit 700 Jahren die beiden Ortsteile an den Ufern des Flusses Weiße Elster. Mit seinen 7 Bögen auf 46 Metern Länge gehört das Bauwerk zu den ältesten Steinbogenbrücken Deutschlands. Nahe der Brücke steht das ehemalige Herrenhaus des Ritterguts Kürbitz, dessen Kerngebäude bereits zur Zeit der Besiedelung an einem Flussübergang der Weißen Elster als Wasserburg errichtet wurde. Kürbitz ist auch bekannt durch seine Salvatorkirche (erbaut von 1624 bis 1626). Der imposante Sakralbau mit dem achteckigen Turm dominiert die Ortsansicht schon von weitem. Die Kirche beeindruckt im Inneren durch ihre reiche Ausstattung. Dem Rittergut gegenüber ist in der Stützmauer des Kirchengeländes ein historisches Steinkreuz eingelassen, nicht weit davon entfernt stehen zwei alte Griebenherde. Ein Modell der Salvatorkirche befindet sich in der Miniaturschauanlage Klein-Vogtland.
Der Dorfteich des Ortes umschließt eine Insel, auf der sich einst eine frühdeutsche Wehranlage befand. An der Ortsgrenze, in Richtung Plauen, befindet sich der Burgteich. Die Burgteich-Hochfläche ist das älteste Naturschutzgebiet des Vogtlands.

### Mythologie
Im Inneren der Kirche steht der Grabstein des Jobst von Feilitzsch († 1511). Der Sage nach tötete der Ritter einen Lindwurm, der in den Wäldern um Kürbitz sein Unwesen trieb. Das Relief zeigt den Helden mit Schwert und Rüstung, zu seinen Füßen das erlegte Untier.

### Veranstaltungen
Jährlich, zum sogenannten „Löwenspektakel“, findet in Kürbitz das weit über das Vogtland hinaus bekannte Traditionstreffen aktiver Fahrer eines Simson SR2-Mopeds statt. Im August 2023 waren 1132 Teilnehmer mit ihren betagten Fahrzeugen am Start. Auf dem Gelände des Goldenen Löwen findet alljährlich in der Adventszeit eine Weihnachtsausstellung mit Weihnachtsmarkt statt.

## Verkehr

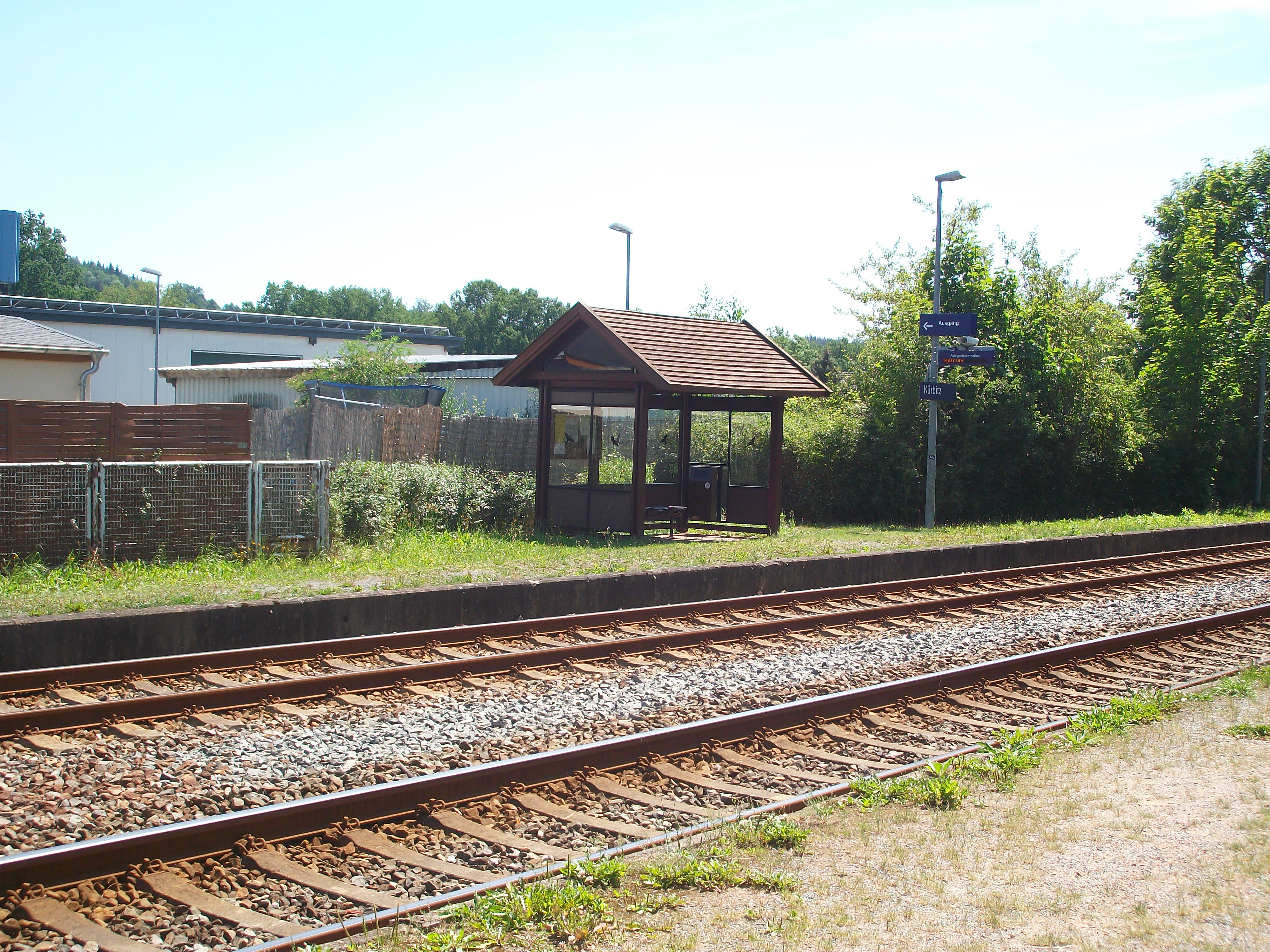
Haltepunkt Kürbitz, Wartehalle (2018)

Im Haltepunkt Kürbitz trifft die Elstertalbahn aus Gera auf die Bahnstrecke Plauen–Cheb (Eger). Im Südosten hat Kürbitz direkte Anbindungen an die Bundesstraße 173 und an die Bundesautobahn 72.
Der Ort ist zudem mit der vertakteten RufBus-Linie 48 des Verkehrsverbunds Vogtland an Weischlitz und Plauen angebunden.

## Persönlichkeiten
- Urban Caspar Freiherr von Feilitzsch (1586–1649), markgräflich brandenburgischer Geheimer Rat, Kanzler und Lehenrichter, Mitunterzeichner des Westfälischen Friedens
- Heinrich Theodor Koch (1822–1898), Jurist, Reichstags- und Landtagsabgeordneter